# Поученія Церковныя
«Поученіѧ Церковныѧ» (1854 — Поученія церковныя, издаванныя яко прилога къ «Зорѣ Галицкой») — львівський церковний часопис, додаток до «Зорі Галицкої». Виходив у 1853—1854 роках.

## Основні дані
Головний редактор: Іван Гушалевич (1853 ч. 1-15), Богдан А. Дідицький (1853 ч. 16-43, 1854 ч. 1-31), Северин Шехович (1854 ч. 32), Микола Савчинський (1854 ч. 33-36).
Перший номер вийшов у березні 1853 року. Вийшли числа:
- 1853 — ч. 1-43
- 1854 — ч. 1-36

Формат: 25 × 19,5 см.
Обсяг: 196 (1853) і 148 сторінок (1854).
Друк: Інституту Ставропігійського.

## Тематика
Зміст додатку до «Зорі Галицкої» складали бесіди, проповіді, статті релігійно-просвітницького характеру. Здебільшого це слова, бесіди, духовні повчання духівника, ієрея Михайла Малиновського під криптонімом М. М., наприклад: «Бесѣда въ недѣлю о Мытарѣ и Фарисеи» (1853.— Ч. 1), «Бесѣда въ день праздника входа Іисуса въ Іерусалым» (1853.— Ч. 8) тощо.
Надруковані також статті Малиновського про релігійні свята, їх походження, дні і традиції святкування (Пасха, Вознесіння Господнє, П'ятдесятниця, Різдво, Покрова, Стрітення Господнє), про житія святих, про богослов'я, викладання науки про релігію.
Мова — переважно «язичіє».